# Tschuttiheftli
Tschuttiheftli (eigene Schreibweise: tschutti heftli) ist ein Sammelalbum mit künstlerischen Illustrationen und ein ehemaliges Fussballmagazin aus Luzern. Der Name bezieht sich auf tschutte, das schweizerdeutsche Wort für Fussball spielen.

## Magazin
Das dreimal im Jahr erscheinende Heft wurde seit 2006 von einem kleinen Verein herausgegeben. Es verband Fussball mit Kultur. Auch setzte es sich mit der Kommerzialisierung des Fussballs auseinander. Mit der 19. Ausgabe 2015 wurde infolge Zeit- und Mitarbeitermangels die Produktion eingestellt. Der Verein kümmert sich aber weiterhin um die Sammelalben.

## Sammelalben
Erstmals zur Fussball-EM 2008 erschien ein Sammelalbum, in das Abziehbilder mit Spielerporträts der beteiligten Mannschaften geklebt werden konnten. Die Porträts wurden von deutschen und schweizerischen Künstlern gestaltet und konnten in Tüten verpackt erworben werden. Die Auflage des Albums betrug 3000. Auch zur WM 2010 und EM 2012 wurden, in steigender Auflage, Sammelalben herausgebracht. Die Tschuttiheftli werden seit 2012 auch in Deutschland vertrieben. Die Auflage lag 2012 bei zwei Millionen Stickern.
Zur WM 2014 in Brasilien wurde für die Gestaltung der 32 Nationalmannschaften ein internationaler Künstlerwettbewerb ausgeschrieben. Die Teilnehmer hatten die Aufgabe, ein Porträt des Weltfussballers Pelé zu gestalten, der anschliessend zusammen mit Fernsehmoderator Beni Thurnheer und anderen Jurymitgliedern die Bewertungen vornahm.
Für die EM 2016 betrug die Startauflage 4 Millionen Bilder. Zusätzlich wurde das Album auch in Österreich aufgelegt.
Das Sammelalbum zur WM 2018 mit 522 Stickern wurde von der russischen Grafikdesignerin Natasha Agapova gestaltet, und die Startauflage lag bei 7,5 Millionen. Das Heft wurde nun neu auch in England herausgegeben.
Auf die Absage der Fussball-EM 2020 reagierte Tschuttiheftli, indem es unter dem Motto «Heimspiel» ein Album mit COVID-19-Bildern herausgab, um Illustratoren und Karikaturisten im Lockdown zu unterstützen. Für die verschobene EM 2021 konnte man das Album auf zwei verschiedene Arten einkleben. Die Künstler hatten nun die Aufgabe nicht mehr ein Team zu gestalten, sondern die Fußballer aus verschiedenen Länder. So konnte man das Album nach Künstler oder nach Mannschaften füllen. Beim Künstlerwettbewerb war es diesmal Jürgen Klopp, den es zu gestalten gab.
Die folgende WM 2022 wurde boykottiert und kein Sammelalbum dazu veröffentlicht. Mit den Sammelalben wollten die Macher die positive und verbindende Seite des Fussballs betonen und so den negativen Entwicklungen wie zum Beispiel der Kommerzialisierung etwas entgegenzusetzen. Stattdessen gestalteten 23 Künstler Protestplakate gegen die WM in Katar, um dies auszudrücken. Nachdem es 2022 erstmals ein Heft zur Frauen-EM 2022 gab, erschien 2023 ein Spielplanposter zur Frauen-WM.
Mit 400 Bilder wurde das Album für die EM 2024 gefüllt. Für den Wettbewerb mussten die Künstler Erling Haaland gestalten. Von den 150 Einsender konnten schliesslich 24 für die Gestaltung der Mannschaften ausgewählt werden.
Im Wettbewerb vor der Frauen-EM 2025 galt es, ein Porträt der ehemaligen Schweizer Nationalspielerin Lara Dickenmann einzusenden, welche als Teil der Jury 16 Bilder für die Illustrationen des Sammelalbums auswählte.